# Giuseppe Peano
Giuseppe Peano (Cuneo, Pijemont, 27. kolovoza 1858. - Torino, 20. travnja 1932.), bio je talijanski matematičar. Autor je više od 200 knjiga i spisa, a osnivač je matematičke logike i teorije skupova. Po njemu su Peanovi aksiomi dobili ime. Veći dio svoje karijere je proveo predavajući matematiku na Sveučilištu u Torinu.